# Haarlemse Honkbalweek 2008
De Haarlemse Honkbalweek 2008 was een honkbaltoernooi gehouden in het Pim Mulier stadion in Haarlem van vrijdag 4 juli tot en met zondag 13 juli 2008.
De deelnemende landen waren Nederland (titelverdediger), Nederlandse Antillen, Chinees Taipei, Cuba, Japan en de Verenigde Staten.
Elk land moest één keer tegen elk ander land spelen in de poule. De nummers één en twee speelden de finale.

## Wedstrijdprogramma
| 4 juli  | Cuba                 | Nederlandse Antillen | 2 - 1    |
| 4 juli  | Japan                | Chinees Taipei       | 5 - 4    |
| 5 juli  | Verenigde Staten     | Japan                | 5 - 2    |
| 5 juli  | Nederland            | Nederlandse Antillen | 5 - 1    |
| 6 juli  | Chinees Taipei       | Nederland            | 6 - 4    |
| 6 juli  | Verenigde Staten     | Cuba                 | 1 - 0    |
| 7 juli  | Nederlandse Antillen | Japan                | 5 - 12   |
| 8 juli  | Nederlandse Antillen | Verenigde Staten     | 0 - 11   |
| 8 juli  | Japan                | Nederland            | 3 - 2    |
| 9 juli  | Cuba                 | Japan                | 5 - 3    |
| 9 juli  | Cuba                 | Chinees Taipei       | 3 - 0    |
| 9 juli  | Nederland            | Verenigde Staten     | 1 - 2    |
| 10 juli | Nederland            | Cuba                 | 1 - 4    |
| 11 juli | Verenigde Staten     | Chinees Taipei       | 3 - 1    |
| 11 juli | Chinees Taipei       | Nederlandse Antillen | 8 - 5    |
| 11 juli | Cuba                 | Japan                | 6 - 4    |
| 12 juli | Nederland            | Nederlandse Antillen | Gestaakt |
| 12 juli | Verenigde Staten     | Chinees Taipei       | 5 - 2    |
| 13 juli | Chinees Taipei       | Japan                | 2 - 0    |

## Stand
| 1. | Verenigde Staten     |
| 2. | Cuba                 |
| 3. | Chinees Taipei       |
| 4. | Japan                |
| 5. | Nederland            |
| 6. | Nederlandse Antillen |

## Finale
| 13 juli | Cuba | Verenigde Staten | 1 - 4 |

| Kampioen: VERENIGDE STATEN (4de titel) |

## Persoonlijke prijzen
- Beste slagman: Randolph Kirindongo (Nederlandse Antillen)
- Beste pitcher: Mike Minor (Verenigde Staten)
- Press Award: David Bergman (Nederland)
- Homerun King: Yoandy Garlobo (Cuba)
- Meest waardevolle speler: Ryan Jackson (Verenigde Staten)
- Meest populaire speler: Ryoji Nakata (Japan)
- Beste verdedigende speler: Eduardo Paret (Cuba)

1e in 1961 · 2e in 1963 · 3e in 1966 · 4e in 1968 · 5e in 1969 · 6e in 1971 · 7e in 1972 · 8e in 1974 · 9e in 1976 · 10e in 1978 · 11e in 1980 · 12e in 1982 · 13e in 1984 · 14e in 1988 · 15e in 1990 · 16e in 1992 · 17e in 1994 · 18e in 1996 · 19e in 1998 · 20e in 2000 · 21e in 2002 · 22e in 2004 · 23e in 2006 · 24e in 2008 · 25e in 2010 · 26e in 2012 · 27e in 2014 · 28e in 2016 · 29e in 2018